# Mothra
Mothra er et fiktivt monster i form af et møl, der blev introduceret første gang i den japanske film Mothra fra 1961.

## Mothra-filmserien
- Mothra (1961)
- Mothra vs. Godzilla (1964)
- Ghidorah, the Three-Headed Monster (1964)
- Godzilla vs. the Sea Monster (1966)
- Destroy All Monsters (1968)
- Godzilla vs. Mothra (1992)
- Godzilla vs. SpaceGodzilla (1994)
- Rebirth of Mothra (1996)
- Rebirth of Mothra II (1997)
- Rebirth of Mothra III (1998)
- Godzilla, Mothra and King Ghidorah: Giant Monsters All-Out Attack (2001)
- Godzilla: Tokyo S.O.S. (2003)
- Godzilla: Final Wars (2004)